# Isidre Roi
Isidre Roi, auch Isidre Roy und Isidro Royo, OSB, (* 1655/1656 in Lécera, Aragon; † 1720 in Kloster Montserrat) war ein spanischer Komponist, Harfenist und Chormeister der Escolania de Montserrat aus Aragon.

## Leben und Werk
Isidre Roi hat von 1665 bis 1671 zu seiner musikalischen Ausbildung die Escola de Montserrat wahrscheinlich bei Joan Cererols besucht. Am 17. September des letztgenannten Jahres trat er in den Orden der Benediktiner ein. Als hocherfahrener Harfenist unterrichtete er von 1705 bis 1715 an der Escola de Montserrat. Er teilte sich diese Position mit Vicent Presiac und ersetzte Miguel López, während dieser als Organist in Valladolid wirkte.
Angesichts des zentralisierenden Druckes der Kongregation aus Valladolid, zu der das Kloster von Montserrat gehörte, verteidigte Roi die Belange der Montserratiner Mönche und Schüler, die noch der Krone von Katalonien Aragon angehörten. Hierzu verfasste er 1717 eine Denkschrift, die er dem Generalabt übergab. Er wurde Prior in Valencia und von 1701 bis 1705 Abt des Klosters Sant Benet de Bages.
Isidre Rois Kompositionen sind nicht erhalten.